# Премія БАФТА у кіно (72-га церемонія вручення)
72-га церемонія вручення нагород Британською академією телебачення та кіномистецтва, більш відомою як БАФТА, за досягнення в сфері кінематографа за 2018 рік відбулася 10 лютого 2019 року в Лондонському королівському Альберт-холі. Ведучою церемонії другий рік поспіль виступила акторка Джоанна Ламлі.
Номінантів на кінопремію оголосили в середу, 9 січня 2019 року. «Фаворитка» Йоргоса Лантімоса висунута в рекордній кількості номінацій — 12. Зокрема, стрічка претендує на звання найкращого фільму, найкращого британського фільму, а також представлена в номінаціях «Найкращий оригінальний сценарій» та «Найкращий режисер».
Найбільшою кількістю нагород (7) відзначений фільм «Фаворитка» режисера Йоргоса Лантімоса. Найкращим фільмом за версією Британської академії телебачення та кіномистецтва стала стрічка режисера Альфонсо Куарона «Рома». Крім того фільм отримав нагороди за найкращу режисерську роботу, роботу оператора та найкращий фільм іноземною мовою.

## Номінанти та лауреати
6 лютого 2019 стало відомо про рішення Британської академії телебачення та кіномистецтва виключити з числа номінантів на премію BAFTA режисера байопіку про Фредді Мерк'юрі «Богемна рапсодія» Браяна Сінгера. Причиною стали звинувачення режисера в сексуальних домаганнях до неповнолітніх хлопчиків. У заяві Академії відзначається, що BAFTA вважає подібну поведінку абсолютно неприйнятним і несумісним з її цінностями.

Лауреати премії
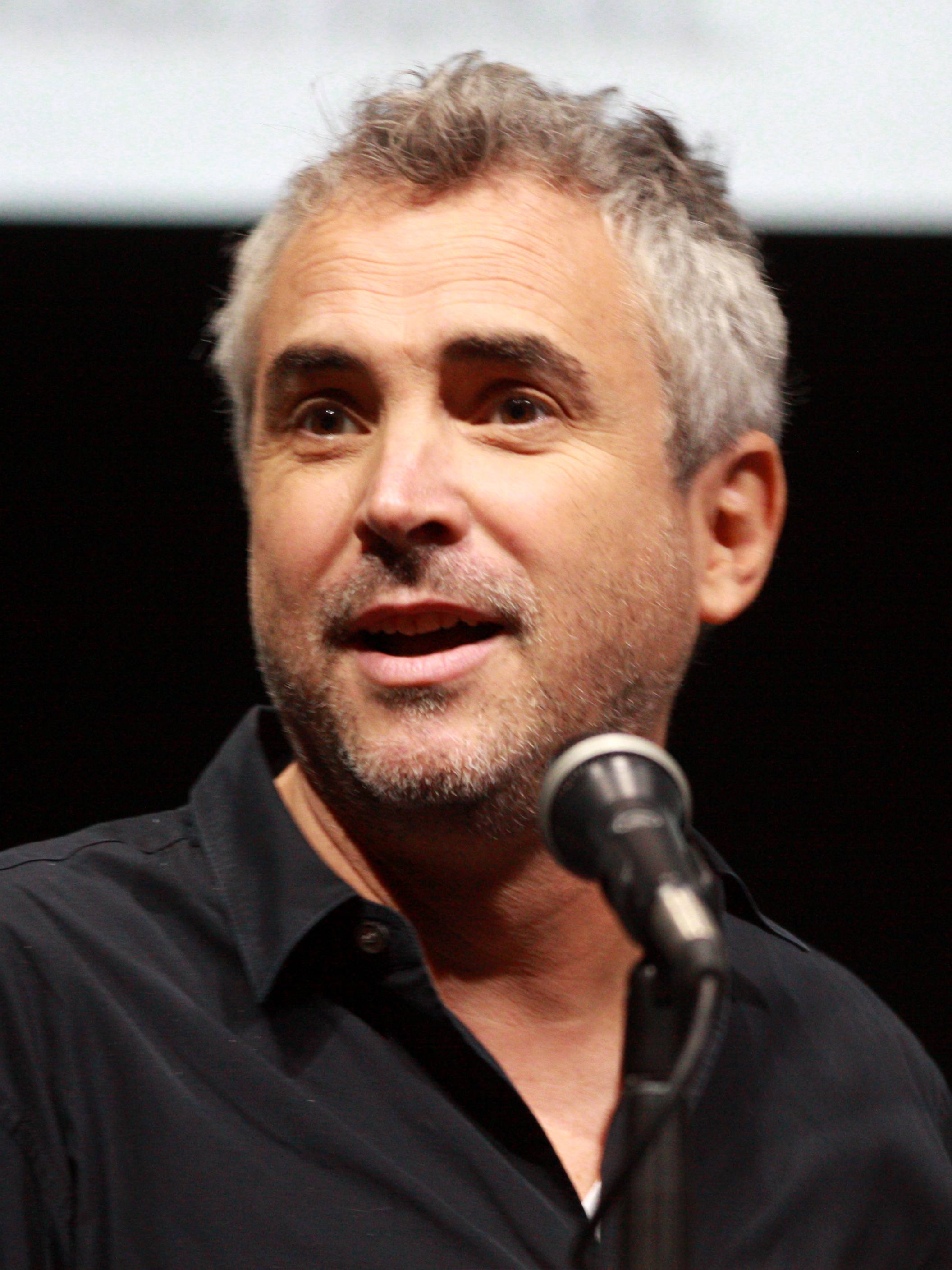
Альфонсо Куарон, «Найкращий режисер»
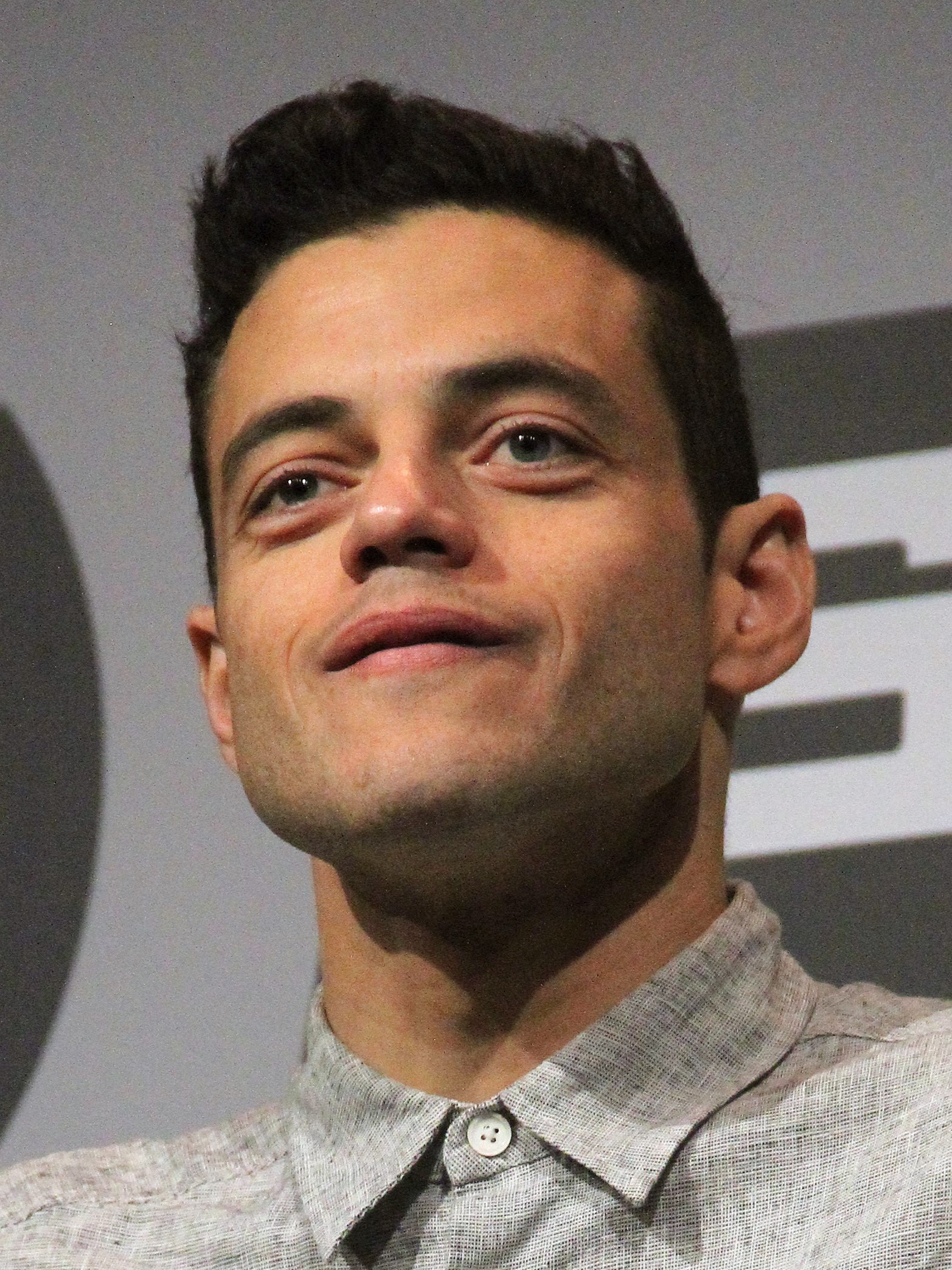
Рамі Малек, «Найкраща чоловіча роль»
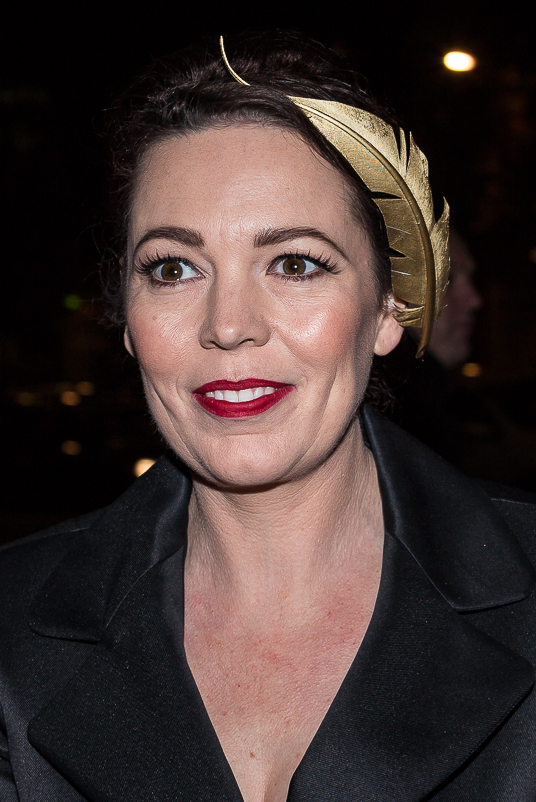
Олівія Колман, «Найкраща жіноча роль»
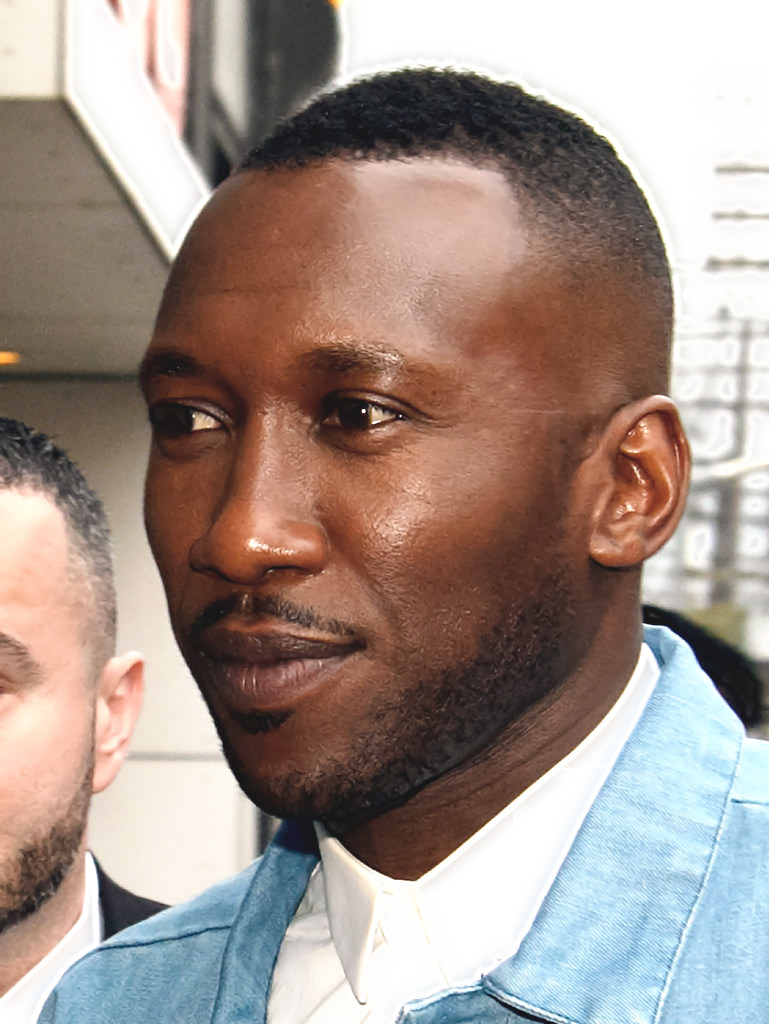
Магершала Алі, «Найкраща чоловіча роль другого плану»
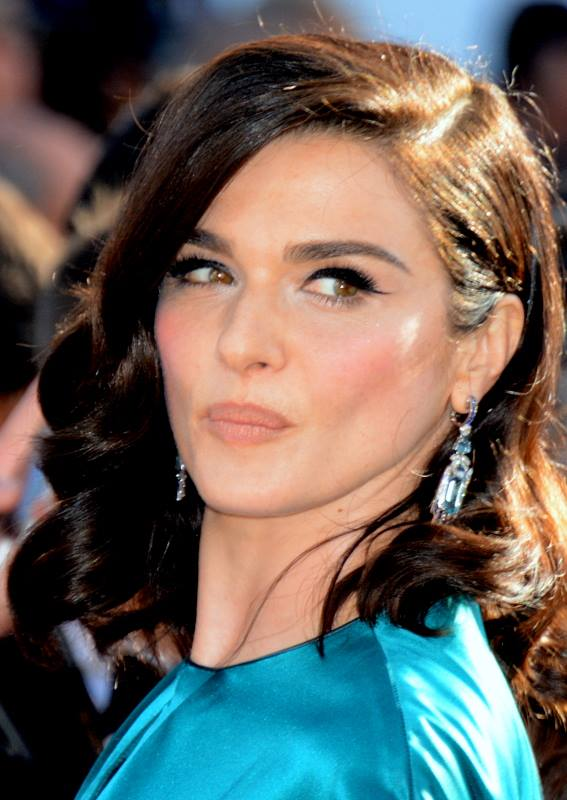
Рейчел Вайс, «Найкраща жіноча роль другого плану»

| Переможці виділені жирним шрифтом. |

| Найкращий фільм | Найкращий режисер |
| --- | --- |
| ★ «Рома» (Roma, реж. Альфонсо Куарон) - «Зелена книга» (Green Book, реж. Пітер Фарреллі) - «Народження зірки» (A Star Is Born, реж. Бредлі Купер) - «Фаворитка» (The Favourite, реж. Йоргос Лантімос) - «Чорний куклукскланівець» (BlacKkKlansman, реж. Спайк Лі)                                                      | ★ Альфонсо Куарон — «Рома» - Бредлі Купер — «Народження зірки» - Йоргос Лантімос — «Фаворитка» - Спайк Лі — «Чорний куклукскланівець» - Павел Павліковський — «Холодна війна» |
| Найкраща чоловіча роль | Найкраща жіноча роль |
| ★ Рамі Малек — «Богемна рапсодія» - Крістіан Бейл — «Влада» - Стів Куган — «Стен і Оллі» - Бредлі Купер — «Народження зірки» - Вігго Мортенсен — «Зелена книга» | ★ Олівія Колман — «Фаворитка» - Віола Девіс — «Вдови» - Гленн Клоуз — «Дружина» - Леді Гага — «Народження зірки» - Мелісса Маккарті — «Чи зможете Ви мене пробачити?» |
| Найкраща чоловіча роль другого плану | Найкраща жіноча роль другого плану |
| ★ Магершала Алі — «Зелена книга» - Річард Е. Грант — «Чи зможете Ви мене пробачити?» - Адам Драйвер — «Чорний куклукскланівець» - Сем Роквелл — «Влада» - Тімоті Шалемей — «Гарний хлопчик» | ★ Рейчел Вайс — «Фаворитка» - Емі Адамс — «Влада» - Марго Роббі — «Марія — королева Шотландії» - Емма Стоун — «Фаворитка» - Клер Фой — «Перша людина» |
| Найкращий оригінальний сценарій | Найкращий адаптований сценарій |
| ★ Дебора Девіс, Тоні Макнамара — «Фаворитка» - Альфонсо Куарон — «Рома» - Адам Мак-Кей — «Влада» - Павел Павліковський, Януш Гловацький — «Холодна війна» - Пітер Фарреллі, Нік Валлелонга, Браян Гейєс Каррі — «Зелена книга»                                                                                         | ★ Спайк Лі, Чарлі Вагтел, Кевін Віллмотт — «Чорний куклукскланівець» - Ніколь Голофценер, Джефф Вітті — «Чи зможете Ви мене пробачити?» - Баррі Дженкінс — «Якби Білл-стріт могла говорити» - Ерік Рот, Бредлі Купер, Вілл Феттерз — «Народження зірки» - Джош Сінгер — «Перша людина» |
| Найкраща операторська робота | Видатний дебют британського режисера, сценариста чи продюсера |
| ★ Альфонсо Куарон — «Рома» - Лукаш Зал — «Холодна війна» - Роббі Раян — «Фаворитка» - Лінус Сандгрен — «Перша людина» - Ньютон Томас Сігел — «Богемна рапсодія» | ★ Майкл Пірс (режисер, сценарист), Лорен Дарк (продюсер) — «Звір» (Beast) - Річард Біллінгем, Джакі Девіс — «Рей та Ліз» (Ray & Liz) - Ліанне Велгем, Софі Гарман — «Пілі» (Pili) - Крістофер Келлі — «Камбоджійська весна» (A Cambodian Spring) - Ден Кокотайло — «Апостасія» (Apostasy) |
| Найкращий британський фільм | Найкращий документальний фільм |
| ★ «Фаворитка» (The Favourite, реж. Йоргос Лантімос) - «Богемна рапсодія» (Bohemian Rhapsody, реж. Браян Сінгер) - «Звір» (Beast, реж. Майкл Пірс) - «Макквін» (McQueen, реж. Ієн Бонот) - «Стен і Оллі» (Stan & Ollie, реж. Джон С. Бейрд) - «Тебе ніколи тут не було» (You Were Never Really Here, реж. Лінн Ремсі)   | ★ «Вільне сходження» (Free Solo, реж. Джиммі Чін, Елізабет Чай Васархелі) - «Вони не постаріють» (They Shall Not Grow Old, реж. Пітер Джексон) - «Макквін» (McQueen, реж. Ієн Бонот) - «Рут Бадер Гінзбург» (RBG, реж. Бетсі Вест, Джулі Коен) - «Три однакових незнайомці» (Three Identical Strangers, реж. Тім Вордл) |
| Найкраща музика до фільму | Найкращий звук |
| ★ Бредлі Купер, Леді Гага — «Народження зірки» - Теренс Бланшар — «Чорний куклукскланівець» - Ніколас Брітелл — «Якби Білл-стріт могла говорити» - Александр Деспла — «Острів собак» - Марч Шейман — «Мері Поппінс повертається»                                                                                       | ★ «Богемна рапсодія» — Джон Касалі, Тім Каваґін, Ніна Гартстон, Пол Массі, Джон Воргерст - «Місія нездійсненна: Фолаут» — Гілберт Лейк, Джеймс Г. Метер, Крістофер Манро, Майк Престуд Сміт - «Народження зірки» — Стів Морроу, Алан Роберт Мюррей, Джейсон Рудер, Том Озаніч, Дін Зупанчич - «Перша людина» — Мері Г. Елліс, Мілдред Ятро Морган, Ай-Лін Лі, Френк А. Монтаньйо, Джон Тейлор - «Тихе місце» — Ерік Аадаль, Майкл Бароськи, Брендон Проктер, Етан Ван дер Рін |
| Найкраща робота художника-постановника | Найкращі візуальні ефекти |
| ★ «Фаворитка» — Фіона Кромбі, Еліс Фелтон - «Мері Поппінс повертається» — Джон Мір, Гордон Сім - «Перша людина» — Нейтан Краулі, Кеті Лукас - «Рома» — Еухеніо Кабальєро, Барбара Енрікес - «Фантастичні звірі: Злочини Ґріндельвальда» — Стюарт Крейг, Анна Піннок                                                    | ★ «Чорна Пантера» — Джеффрі Бауманн, Джессі Джеймс Чишолм, Крейг Гаммак, Ден Судік - «Месники: Війна нескінченності» — Ден Делію, Рассел Ерл, Келлі Порт, Ден Судік - «Перша людина» — Ієн Гантер, Пол Ламберт, Тристан Майлз, Джей Ді Швалм - «Першому гравцю приготуватися» — Меттью Батлер, Греді Кофер, Роджер Гайєтт, Дейвід Ширк - «Фантастичні звірі: Злочини Ґріндельвальда» — Тім Берк, Енді Кінд, Крістіан Манц, Девід Воткінс                                      |
| Найкращий дизайн костюмів | Найкращий грим і зачіска |
| ★ «Фаворитка» — Сенді Павелл - «Балада Бастера Скраггса» — Мері Зофріс - «Богемна рапсодія» — Джуліан Дей - «Марія — королева Шотландії» — Александра Бірн - «Мері Поппінс повертається» — Сенді Павелл | ★ «Фаворитка» — Надія Стейсі - «Богемна рапсодія» — Марк Кольєр, Жан Сьюелл - «Влада» — Кейт Биско, Грег Кенном, Патриція Дегані, Крис Галлахер - «Марія — королева Шотландії» — Дженні Ширкор - «Стен і Оллі» — Марк Кольєр, Джеремі Вудгед |
| Найкращий монтаж | Найкращий неангломовний фільм |
| ★ «Влада» — Генк Коруїн - «Богемна рапсодія» — Джон Оттман - «Перша людина» — Том Кросс - «Рома» — Альфонсо Куарон, Адам Гоф - «Фаворитка» — Йоргос Мавропсаридіс | ★ «Рома» (Roma, реж. Альфонсо Куарон; Мексика) - «Догмен» (Dogman, реж. Маттео Ґарроне; Італія/ Франція) - «Капернаум» (کفرناحوم, реж. Надін Лабакі; Ліван/ Франція) - «Крамничні злодюжки» (万引き家族, реж. Хірокадзу Корееда; Японія) - «Холодна війна» (Cold War, реж. Павел Павліковський; Польща/ Велика Британія/ Франція) |
| Найкращий анімаційний фільм | Найкращий анімаційний короткометражний фільм |
| ★ «Людина-павук: Навколо всесвіту» (Spider-Man: Into the Spider-Verse, реж. Пітер Ремзі, Боб Персічетті, Родні Ротман) - «Острів собак» (Isle of Dogs, реж. Вес Андерсон) - «Суперсімейка 2» (Incredibles 2, реж. Бред Берд)                                                                                           | ★ «Хулігани» (Roughhouse, реж. Джонатан Годжсон, Річард Ван Ден Бум) - «Марфа» (Marfa, реж. Гарі Маклеод, Майлс Маклеод) - «Я в порядку» (I'm OK, реж. Елізабет Гоббс, Абігейл Аддісон, Єлена Попович) |
| Найкращий короткометражний фільм | Висхідна зірка |
| ★ «73 корови» (73 cows, реж. Алекс Локвуд) - «Блакитні двері» (The Blue Door, реж. Бен Кларк, Меган П'ю, Пол Тейлор) - «Bachelor, 38» (реж. Ангела Кларк) - «Поле» (The field, реж. Сандх'я Сурі, Томас Бідегейн, Бальтазар де Ганай) - «Wale» (реж. Барнабі Блекберн, Софі Олександр, Кетрін Слейтер, Едвард Сплеерс) | ★ Летиція Райт - Джессі Баклі - Синтія Еріво - Баррі Кеоган - Кіт Станфілд |

### Спеціальні нагороди

#### BAFTA Academy Fellowship Award
- Тельма Шунмейкер

#### Outstanding British Contribution to Cinema
- Елізабет Карлсен та Стівен Вуллі

## Фільми за кількістю номінацій і перемог
| Фільм                                       | Номінації | Перемоги |
| ------------------------------------------- | --------- | -------- |
| «Фаворитка»                                 | 12        | 7        |
| «Богемна рапсодія»                          | 7         | 2        |
| «Народження зірки»                          | 7         | 1        |
| «Перша людина»                              | 7         | —        |
| «Рома»                                      | 7         | 4        |
| «Влада»                                     | 6         | 1        |
| «Чорний куклукскланівець»                   | 5         | 1        |
| «Зелена книга»                              | 4         | 1        |
| «Холодна війна»                             | 4         | —        |
| «Марія — королева Шотландії»                | 3         | —        |
| «Мері Поппінс повертається»                 | 3         | —        |
| «Стен і Оллі»                               | 3         | —        |
| «Чи зможете Ви мене пробачити?»             | 3         | —        |
| «Макквін»                                   | 2         | —        |
| «Острів собак»                              | 2         | —        |
| «Фантастичні звірі: Злочини Ґріндельвальда» | 2         | —        |
| «Якби Білл-стріт могла говорити»            | 2         | —        |